# Evgeny Golod
Evgeny Solomonovich Golod (Moscou, 21 de outubro de 1935 – 6 de julho de 2018) foi um matemático russo.
Obteve um doutorado sob a orientação de Igor Shafarevich. Provou o teorema de Golod–Shafarevich.

## Publicações
- Golod, E.S; Shafarevich, I.R. (1964), «On the class field tower», Izv. Akad. Nauk SSSSR, 28: 261–272, MR 0161852 (em russo)
- Golod, E.S (1964), «On nil-algebras and finitely approximable p-groups.», Izv. Akad. Nauk SSSSR, 28: 273–276, MR 0161878 (em russo)